# Sorou-Migan Apithy
Sorou-Migan Apithy (Porto Novo, Dahomey, 8 de abril de 1913-París, Francia, 3 de diciembre de 1989). Descendiente de la familia real Goun de Dahomey. Comenzó su educación en escuelas locales de misiones católicas. En 1933 viaja a París donde estudia Derecho, Economía y Ciencias Políticas.
Alcalde de Porto Novo (1956), miembro de la Asamblea de Dahomey (1957) y ejerció como jefe de gobierno en 1958, cuando Benín aún pertenecía a soberanía francesa. 
En 1960, fue nombrado vicepresidente de Hubert Maga. Elegido presidente en 1964, en las elecciones auspiciadas por el gobierno de facto del coronel Christopher Soglo, su gobierno cayó en una profunda crisis institucional. Nombró primer ministro a Justin Ahomadégbé-Tomêtin, pero los movimientos civiles y militares obligaron a Soglo a deponer su administración evitando una guerra civil.
En 1970 se presentó a las elecciones presidenciales, pero terminó tercero. Acusado de conspiración contra el presidente Maga, fue detenido y puesto en prisión. Liberado en 1980 por Ley de Amnistía, se trasladó a París, donde vivió hasta su fallecimiento en diciembre de 1989.
| Predecesor: Christopher Soglo | Presidente de la República de Benín 25 de enero de 1964-27 de noviembre de 1965 | Sucesor: Christopher Soglo |